# 영국 우선당
영국 우선당(영어: Britain First)은 영국의 극우 정당으로 2011년에 브리튼 국민당 의원이였던 폴 골딩에 의해 설립했다.

## 사건 및 사고
6월 16일, 영국의 유럽 연합 탈퇴 찬반 국민 투표에서 잔류를 지지하던 조 콕스 영국 노동당 하원 의원이 웨스트요크셔 리즈 근교에서 주민 간담회를 진행하던 중 총격을 당해 사망하는 사건이 발생했다.
콕스 의원을 습격한 자는 "Britain first"를 외치며 범행을 했다고 밝혀졌는데 이 "Britain first" 슬로건이 해당 정당명과 동일하여 논란이 되었으나, 이 정당은 본건에 대해 관여를 부정했다.